# Поджорсини
Поджорсини (итал. Poggiorsini) — коммуна в Италии, располагается в регионе Апулия, в провинции Бари.
Население составляет 1462 человека (2008 г.), плотность населения составляет 34 чел./км². Занимает площадь 43 км². Почтовый индекс — 70020. Телефонный код — 080.
Покровительницей коммуны почитается Пресвятая Богородица (Maria SS. Addolorata), празднование 11 августа.

## Демография
Динамика населения:

## Администрация коммуны
- Официальный сайт: http://www.comune.poggiorsini.ba.it